# Heinz Frehsee
Heinz Frehsee (ur. 30 sierpnia 1916 w Stabunikach, wówczas Stobnitt, zm. 17 września 2004) – niemiecki polityk, związkowiec i rolnik, przewodniczący Gewerkschaft Gartenbau, Land- und Forstwirtschaft, parlamentarzysta krajowy i europejski.

## Życiorys
Po ukończeniu szkoły średniej odbywał praktykę rolniczą i pracował w ramach Reichsarbeitsdienst jako zarządca majątku ziemskiego w Turyngii. Studiował nauki rolnicze na Uniwersytecie w Lipsku, podczas II wojny światowej wcielony do Wehrmachtu. Po wojnie jako wypędzony trafił do Niemiec Zachodnich, gdzie pracował w młynie i gospodarstwie rolnym. Od 1947 etatowy pracownik związku zawodowego Gewerkschaft Gartenbau, Land- und Forstwirtschaft jako kierownik oddziału w Uelzen i członek władz krajowych. W latach 1956–1965 kierował tą organizacją i zasiadał we władzach Federacji Niemieckich Związków Zawodowych. Był członkiem zarządu izby rolniczej w Hanowerze i zasiadał we władzach światowego związku pracowników rolnych. Działacz Socjaldemokratycznej Partii Niemiec. Od 1953 do 1976 był deputowanym Bundestagu, a w latach 1973–1977 oddelegowany do Parlamentu Europejskiego.

## Odznaczenia
Odznaczony Orderem Zasługi Republiki Federalnej Niemiec: Krzyżem Zasługi I Klasy (1968), Wielkim Krzyżem Zasługi (1973) i Wielkim Krzyżem Zasługi z Gwiazdą (1976).